# Биалас, Вольфрам
Вольфрам Биалас (нем. Wolfram Bialas; 25 августа 1935 — 2 января 1998) — немецкий шахматист, мастер ФИДЕ по шахматам.

## Биография
Два раза побеждал на чемпионатах Западного Берлина по шахматам (1958, 1962). Три раза побеждал в немецкой шахматной Бундеслиге: в 1957 году с командной «Berliner Schachgesellschaft Eckbauer», в 1961 году с командной «Berliner SG 1827 Eckbauer» и в 1978 году с командной «Königsspringer Frankfurt». 
Представлял сборную Германии на крупнейших командных турнирах по шахматам:
- в шахматных олимпиадах участвовал два раза (1960, 1964). В командном зачете завоевал бронзовую (1964) медаль;
- в розыгрыше кубка Клары Бенедикт участвовал два раза (1960—1961). В командном зачете завоевал золотую (1960) и серебряную (1961) медали, а в личном зачете — золотую (1960) медаль[1].